# Theta chariessa
Theta chariessa é uma espécie de gastrópode do gênero Theta, pertencente a família Raphitomidae.